# Фізика твердого тіла
Фі́зика твердо́го ті́ла — розділ фізики конденсованих середовищ, що охоплює експериментальне та теоретичне вивчення структури, фізичних властивостей та кінетичних явищ в кристалічних та аморфних середовищах, вивчення впливу зовнішніх полів, іонізуючої радіації, потоків частинок на мікро- і макропроцеси при різних умовах (температура, тиск тощо). Дослідження використовують методи або містять результати, що можуть бути використані для матеріалів різних типів.

## Загальний опис
Фізика твердого тіла — розділ фізики, який вивчає фізичні властивості і структуру твердого тіла, розробляє теоретичні уявлення, які пояснюють ці властивості. Охоплює експериментальне та теоретичне вивчення структури, фізичних властивостей та кінетичних явищ в кристалічних та аморфних середовищах, вивчення впливу зовнішніх полів, іонізуючої радіації, потоків частинок на мікро- і макропроцеси за різних умов (температура, тиск тощо). Дослідження використовують методи або містять результати, що можуть бути використані для матеріалів різних типів.
Фізика твердого тіла зводиться, по суті, до встановлення зв'язку між властивостями індивідуальних атомів і молекул і властивостями, які виявляються при об'єднанні атомів або молекул в гігантські асоціації у вигляді регулярно-впорядкованих систем — кристалів. Ці властивості можна пояснити, спираючись на фізичні моделі твердих тіл. Предметом Ф.т.т. є, насамперед, властивості речовин у твердому стані, їх зв'язок з мікроскопічним будовою і складом, евристичне прогнозування і пошук нових матеріалів та фізичних ефектів у них. Ф.т.т. — наукова база для фізичного матеріалознавства.

## Напрямки досліджень
Областями досліджень є експериментальні та теоретичні дослідження у таких напрямках:
- Вивчення міжатомної взаємодії, принципів та законів, за якими формується структура твердих тіл та рідких кристалів та кріокристалів. Симетрійні аспекти фізики твердого тіла.
- Енергетичний спектр твердих тіл (фонони, спектри електронних збуджень, магнони та ін.) та методи його вивчення (оптична та фотоакустична спектроскопія тощо). Оптичні властивості екситонів та інших квазічастинок, в тому числі при інтенсивному збудженні. Експериментальне та теоретичне вивчення міжквазічастинкових взаємодій.
- Вивчення впливу зовнішніх факторів (температури, механічних напружень, статичних електричних та магнітних полів, електромагнітного поля, радіаційного опромінення) на фізичні властивості твердих тіл та встановлення особливостей кінетичних і релаксаційних процесів, зумовлених цим впливом.
- Термодинаміка та фазові перетворення в твердих тілах. Атомна структура та фазові переходи в адсорбованих шарах на поверхні твердих тіл та у плівках.
- Експериментальне і теоретичне вивчення нелінійних дисипативних структур. Властивості твердотільної плазми.
- Взаємодія твердих тіл з потоками частинок іонізуючого та потужного електромагнітного опромінення. Дефектоутворення, радіаційні дефекти, електронно-стимульовані реакції дефектів, метастабільність.
- Дефекти кристалічної будови, еволюція дефектної структури під впливом зовнішніх факторів, взаємодія дефектів, вплив дефектної структури на фізико-механічні та кінетичні властивості твердих тіл.
- Експериментальні та теоретичні методи аналізу дефектної структури, математичне моделювання, розрахунки параметрів структури та фізико-механічних властивостей твердих тіл.
- Домішки та їхні агрегати, їхня динаміка і перебудова, сегрегаційні явища, дифузійні явища у твердих тілах та на їхній поверхні.
- Екстремальні властивості та структурні стани, нанокристали, квазікристали, аморфізація.
- Фізичні основи міцності та пластичності твердих тіл.
- Фізичні властивості низьковимірних систем. Фізичні основи цілеспрямованого формування складу та структури матеріалів у компактному та низьковимірних станах, що мають нові корисні властивості. Механізми формування структури та фізичні властивості тонких плівок (аморфних полі- та монокристалічних), у тому числі багатошарових.
- Змішані кристали та невпорядковані тверді тіла. Фізика твердих розчинів неметалічних речовин, у тому числі напівмагнітних кристалів.
- Високочастотні і резонансні явища у твердих тілах. Вплив дефектної структури, домішкових атомів і зовнішніх полів на високочастотні, резонансні і осциляційні явища в твердих тілах.
- Твердотільні аспекти фізичних процесів у біоматеріалах та в біологічних структурах.